# The Great Game (film, 1930)
Pour les articles homonymes, voir The Great Game.
Pour plus de détails, voir Fiche technique et Distribution.
The Great Game est un film britannique de Jack Raymond sorti en 1930. Cette comédie comprend notamment des extraits de la finale de la FA Cup 1930. D'autres extraits de matches furent en revanche fictifs avec la participation de joueurs professionnels britanniques. Un remake de ce film est réalisé en 1952.

## Synopsis
Un petit club en proie à des problèmes internes remporte la Coupe d'Angleterre.

## Fiche technique
- Réalisation : Jack Raymond
- Directeur de la photographie : Basil Emmott
- Production : Gaumont British
- Durée : 79 minutes

## Distribution
- John Batten : Dicky Brown
- Renee Clama : Peggy Jackson
- Jack Cock : Jim Blake
- Randle Ayrton : Henderson
- Neil Kenyon : Jackson
- Kenneth Kove : Bultitude
- A.G. Poulton : Banks
- Billy Blyth : Billy
- Lew Lake : Tubby
- Wally Patch : Joe Miller
- Rex Harrison : George